# Monthly Weather Review
Le Monthly Weather Review est une revue scientifique publiée par l’American Meteorological Society. On y retrouve des articles sur les aspects les plus pratiques de l'observation et de la prévision météorologique. La revue se concentre sur les analyses des systèmes météorologiques, la modélisation de la circulation atmosphérique, l'assimilation des données, la validation des modèles de prévision numérique du temps et la présentation de cas intéressants récents (ouragans, tornades, etc.). On y retrouve également les détails sur de nouvelles techniques mathématiques pour la modélisation atmosphérique et océanique. 

## Histoire
Le Monthly Weather Review a été créé en octobre 1872 par Cleveland Abbe de l’US Weather Bureau, alors sous la gouverne du Corps des transmission de l'Armée des États-Unis. Il est publié par les presses de ce service jusqu'en 1891. À cette date, la responsabilité pour les observations et les prévisions météorologiques, ainsi que le Bureau, ont été transférés au Département de l'Agriculture des États-Unis qui a repris également la publication du journal.
En 1970, le Bureau devint le National Weather Service et le Review commença à être publié par le National Oceanic and Atmospheric Administration sous lequel se trouve le NWS. En 1974, le gouvernement américain a décidé de transférer la responsabilité de sa publication à l’American Meteorological Society.

## Disponibilité
En plus de pouvoir s'abonner à cette revue mensuelle sur papier, on peut y accéder par internet. Les articles publiés depuis de plus de cinq ans sont disponibles au complet alors que seulement le résumé est donné pour les plus récents. Les articles d'avant 1974 sont aussi disponibles sur un site de la NOAA.